# Boturuna
Boturuna é um povoado e foi um distrito do município brasileiro de Palestina, que integra a Região Metropolitana de São José do Rio Preto, no interior do estado de São Paulo.

## História

### Origem
O povoado de Formiga, que deu origem ao distrito de Boturuna, foi fundado por volta do ano de 1923 em território do município de Rio Preto.

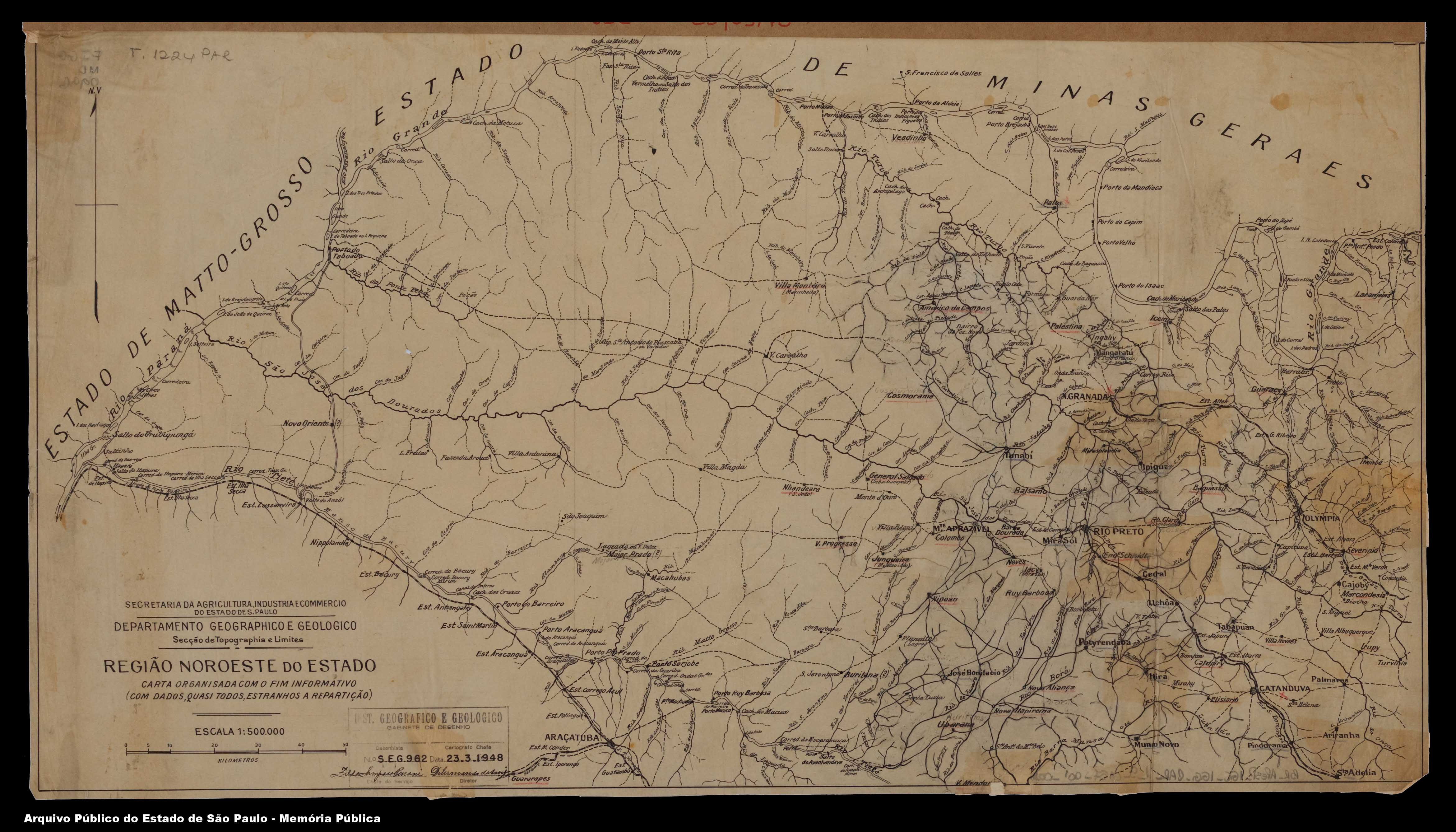
Mapa da região noroeste do estado, incluindo o povoado de Formiga.

### Formação administrativa
- Pelo Decreto nº 10.001 de 24/02/1939 o município de Palestina foi dividido em 3 zonas: 1ª zona - Palestina, 2ª zona - Santa Filomena, 3ª zona - Guarda Mor[3].
- O distrito de Boturuna foi criado pelo Decreto-Lei n° 14.334 de 30/11/1944, com a zona de Santa Filomena mais terras do distrito sede de Palestina[4].
- Foi extinto pela Lei n° 5.285 de 18/02/1959, sendo parte de seu território anexado ao distrito de Palestina (sede) e parte ao distrito de Duplo Céu[5].
- Pedido para criação do distrito através de processo que deu entrada na Assembléia Legislativa do Estado de São Paulo no ano de 1963, mas como não atendia os requisitos necessários exigidos por lei para tal finalidade o processo foi arquivado[6][2].

## Geografia

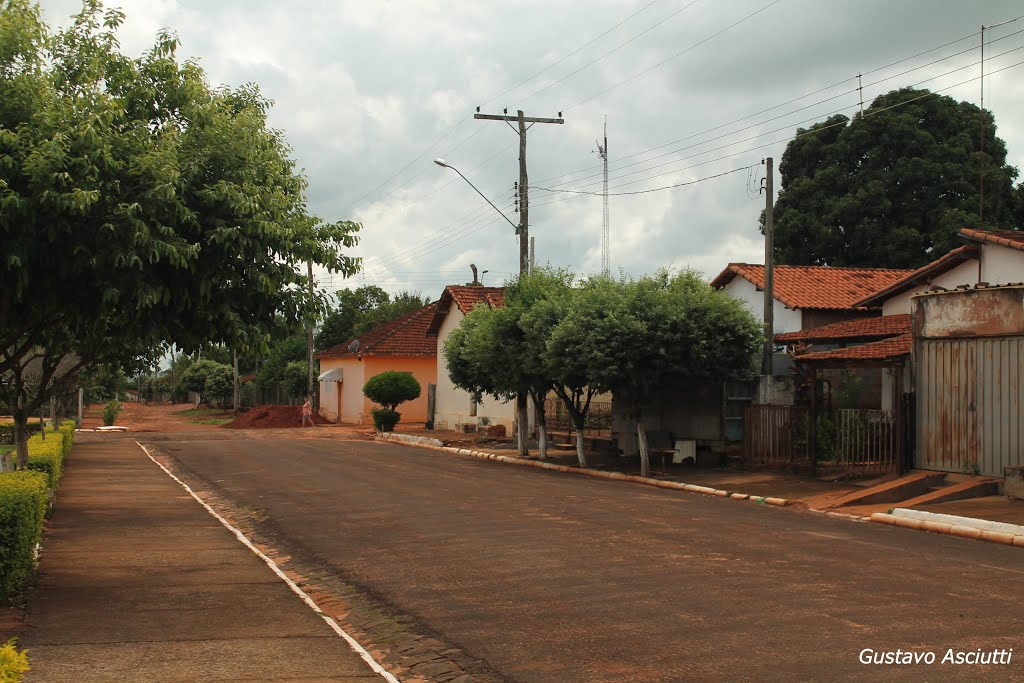
Aspecto local.

### Área urbana
No Censo 2022 (IBGE) Boturuna era classificado pelo IBGE como povoado, com um total de 67 domicílios.

### Demografia

#### População urbana
| Crescimento população urbana | Crescimento população urbana | Crescimento população urbana | Crescimento população urbana |
| Censo                        | Pop.                         |                              | %±                           |
| ---------------------------- | ---------------------------- | ---------------------------- | ---------------------------- |
| 1950                         | 257                          |                              | —                            |
| 2022                         | 113                          |                              | —                            |
| Fonte: IBGE e Fundação SEADE |                              |                              |                              |

#### População total
Pelo Censo de 1950, o único no qual o povoado de Boturuna era distrito, a população total era de 2 197 habitantes.

### Rodovias
Boturuna localiza-se a 15 quilômetros de distância da sede do município através de estrada vicinal.

## Serviços públicos

### Registro civil
Atualmente é feito na sede do município, pois o Cartório de Registro Civil das Pessoas Naturais foi extinto pela Lei n° 5.285 de 18/02/1959, e seu acervo foi recolhido ao cartório do distrito sede.

### Saneamento
O serviço de abastecimento de água é feito pela Empresa de Saneamento de Palestina (ESAP), controlada pela Iguá Saneamento e Aviva Ambiental. Possui uma estação de tratamento de esgoto, a ETE Boturuna.

### Energia
A responsável pelo abastecimento de energia elétrica é a CPFL Paulista, distribuidora do grupo CPFL Energia.

## Religião

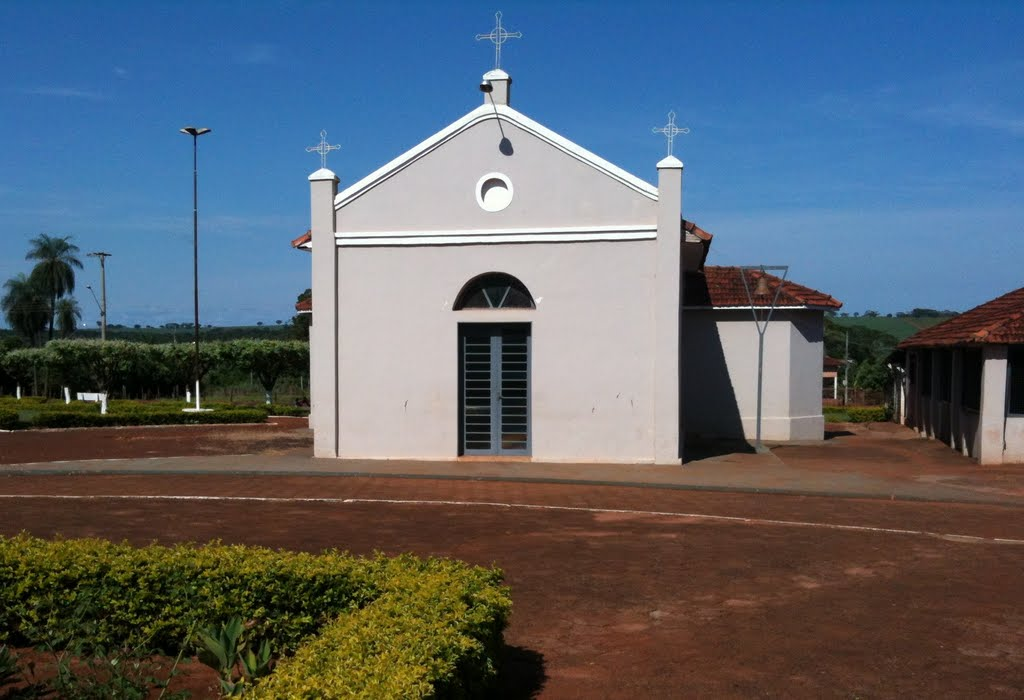
Capela.

O Cristianismo se faz presente no povoado da seguinte forma:

### Igreja Católica
- A igreja faz parte da Diocese de São José do Rio Preto[20].